# 北郷村 (宮崎県)
北郷村（きたごうそん）は、宮崎県北部の東臼杵郡にあった村である。
2006年1月1日、南郷村および西郷村と合併（新設合併）して美郷町となった。かつての村域には2014年3月まで地域自治区「北郷区」が置かれていた。

## 地理

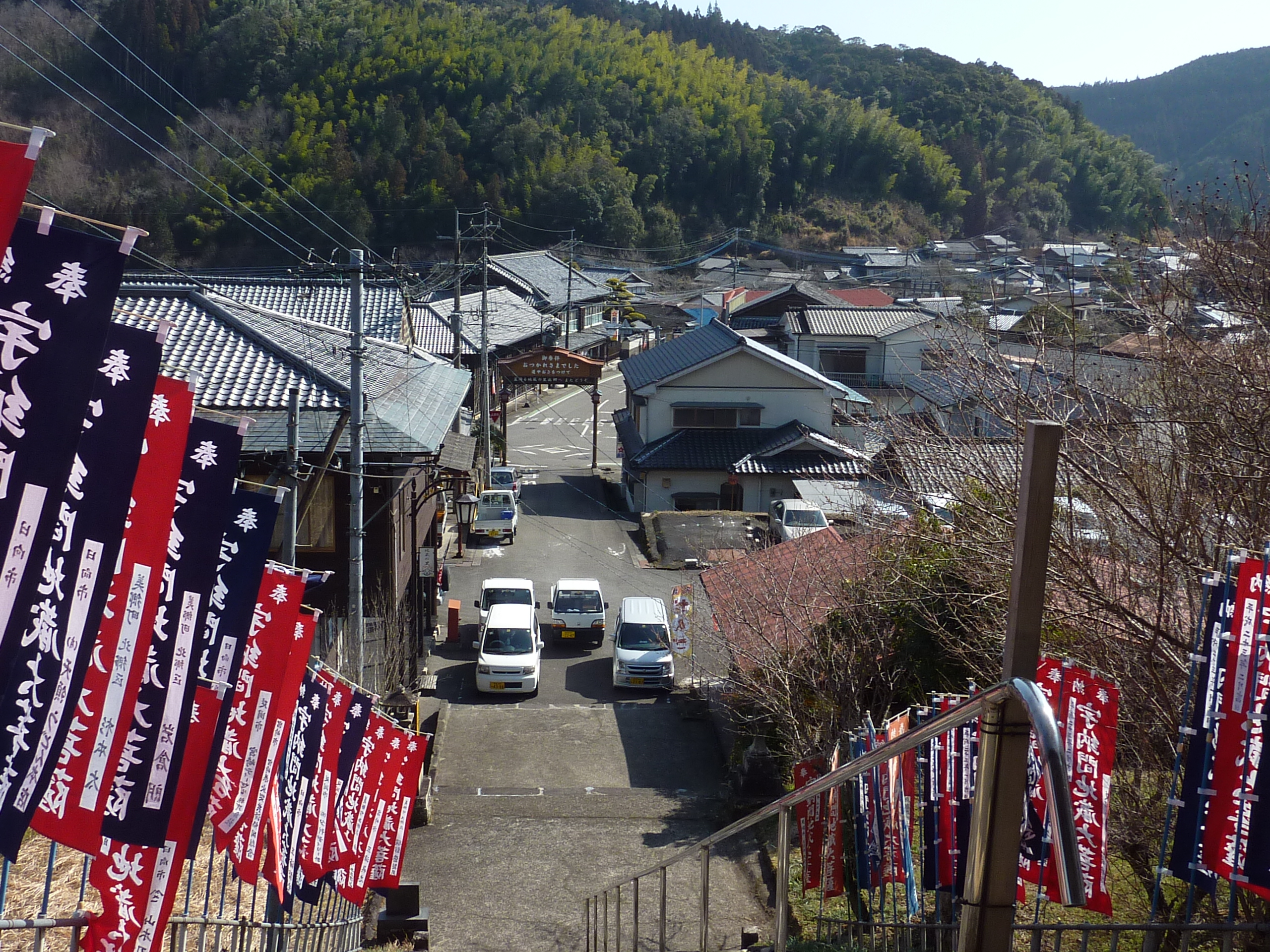
宇納間地区（2011年。宇納間地蔵尊より撮影）

村域は九州山地に含まれ、ほとんどが山林である。村内を五十鈴川が流れ、門川町へ注ぐ。

## 歴史
- 1889年5月1日 - 町村制施行に伴い東臼杵郡宇納間村、黒木村、入下村が合併し北郷村が発足。
- 2006年1月1日 - 南郷村・西郷村と合併（新設合併）、美郷町となる。

## 地域

### 教育

#### 小・中学校
- 北郷村立北郷中学校
- 北郷村立北郷小学校
- 北郷村立黒木小学校

## 交通

### 鉄道
町内に鉄道路線はない。最寄り駅は、JR九州日豊本線日向市駅。

### バス路線
- 宮崎交通

### 道路
- 国道388号

## 名所・旧跡・観光スポット・祭事・催事
- おせりの滝
- 宇納間地蔵尊
- 中小屋天文台

## 出身有名人
- 廣島庫夫（マラソン選手）
- 廣島日出国（マラソン選手） - 庫夫の甥。
- 片島港（労働運動家、衆議院議員）